# Handicap (golf)
Een handicap is een golfterm, die de speelsterkte van een golfer aangeeft.
De handicap toont aan hoeveel slagen de speler gemiddeld nodig heeft om 18 holes te spelen boven de par van de baan. De hoogste handicap is 54. Een speler met handicap nul noemt men een scratchspeler. Van een topamateur met een handicap onder nul, bijvoorbeeld -1, wordt eigenaardig genoeg gezegd dat hij een handicap plus 1 heeft. Dit komt doordat hij zijn handicap bij zijn score op moet tellen.
Er zit een verschil tussen playing handicap en handicap. Een handicap bepaalt algemeen hoe goed de speler is. De playing handicap is hoeveel slagen de speler er over 9 of 18 holes krijgt. De handicap is op iedere baan gelijk, waar de playing handicap per baan verschilt.
Een speler met playinghandicap 20 doet over 18 holes gemiddeld 92 slagen op een par72-baan. Speelt hij een ronde van 89, dan heeft hij 3 onder zijn handicap gespeeld, netto 69. Door de netto scores van spelers te vergelijken, kan worden bepaald wie gewonnen heeft. Een speler met handicap 30 kan spelen tegen een speler met handicap 10; door handicapverrekening kan toch de speler met handicap 30 winnen, doordat zijn netto score beter is.

## Single handicap
Een handicap vanaf 9,4 heeft een 'single figure handicap', dat wil zeggen dus met een eencijferig getal.
In 2018 hebben vijf clubs in Nederland meer dan 100 leden met een single handicap, dit zijn Golfclub Houtrak (126), de Noordwijkse Golfclub (119), de Koninklijke Haagsche Golf & Country Club (118), de Utrechtse Golfclub de Pan (108) en de Eindhovensche Golf (125).

## Qualifying
Voordat een speler de baan ingaat, staat vast of zijn scorekaart qualifying is of niet. Dit hangt af van verschillende factoren:
- De baan moet qualifying zijn. 's Winters is dat soms niet het geval. Ook kan de baan non-qualifying zijn als er aan de baan werkzaamheden verricht worden.
- Een erkende marker moet de scorekaart ondertekenen, dit kan een medespeler zijn.
- De spelvorm moet kloppen. Na matchplay- of foursome-wedstrijden kan geen qualifying kaart worden ingeleverd, na strokeplay en stableford wel.

Als een scorekaart 'qualifying' is, wordt na de ronde de handicap van de speler aangepast. Als hij onder zijn handicap heeft gespeeld, gaat zijn handicap naar beneden.
Als hij boven zijn handicap heeft gespeeld, zal zijn handicap worden verhoogd. 

Tegenwoordig is het voor spelers met handicap 4,5 of hoger, mogelijk om een qualifying kaart in te leveren over 9 holes, mits dat van tevoren is aangekondigd.
In Nederland wordt voor alle bij de Nederlandse Golf Federatie aangesloten spelers, de handicap centraal geregistreerd.

## Trivia
- Professionals spelen zonder handicapverrekening.
- Met ingang van 1 januari 2016 is de clubhandicap vervallen. De hoogste 'officiële' handicap is nu 54.[2]
- Veel banen stellen aan bezoekers een bepaalde handicapeis. Voor het spelen op een baan is minstens een handicap van 54 nodig, maar er zijn banen die de grens stellen op handicap 36 of zelfs 24.
- In 2006 werd in het actualiteitenprogramma 'Editie NL' op televisiezender RTL 4 gemeld dat op grote schaal door golfend Nederland vals werd gespeeld, doordat spelers een te laag aantal slagen noteerden om zo hun handicap te behouden.